# Communauté de communes du Val de Sée
La communauté de communes du canton du Val de Sée est une ancienne communauté de communes française, située dans le département de Manche et la région Normandie.

## Historique
La communauté de communes du Val de Sée est créée le 1er janvier 2013 par fusion des communautés de communes du canton de Brécey et du Tertre.
En 2014, les communes de Saint-Laurent-de-Cuves, Le Mesnil-Gilbert, Lingeard et Saint-Michel-de-Montjoie rejoignent l'intercommunalité.
La commune de Braffais (appartenant à la communauté de commune du Val de Sée) est supprimée le 1er janvier 2016 et intégrée au sein de la commune nouvelle du Parc appartenant à la communauté de communes Avranches - Mont-Saint-Michel
Le 1er janvier 2017, la communauté de communes du Val de Sée fusionne avec les communautés de communes de Saint-Hilaire-du-Harcouët, de Saint-James, Avranches - Mont-Saint-Michel et du Mortainais pour former la communauté d’agglomération Mont-Saint-Michel Normandie,.

## Composition
L'intercommunalité fédérait vingt-sept communes, toutes situées dans le canton d'Isigny-le-Buat (quatorze de l'ancien canton de Brécey, les neuf de l'ancien canton de Juvigny-le-Tertre et quatre de l'ancien canton de Saint-Pois). Elle en comptait vingt-huit avant l'intégration de Braffais à la commune nouvelle du Parc et à la communauté de communes Avranches - Mont-Saint-Michel.
| Nom                           | Code Insee | Gentilé          | Superficie (km2) | Population (dernière pop. légale) | Densité (hab./km2) |
| ----------------------------- | ---------- | ---------------- | ---------------- | --------------------------------- | ------------------ |
| Brécey (siège)                | 50074      | Brécéens         | 20,96            | 2 100 (2014)                      | 100                |
| La Bazoge                     | 50037      | Bazogiens        | 5,80             | 141 (2022)                        | 24                 |
| Bellefontaine                 | 50043      |                  | 6,73             | 139 (2022)                        | 21                 |
| La Chaise-Baudouin            | 50112      | Chaiserons       | 12,06            | 498 (2014)                        | 41                 |
| La Chapelle-Urée              | 50124      | Chapelains       | 4,60             | 140 (2014)                        | 30                 |
| Chasseguey                    | 50125      | Chasseguéens     | 3,06             | 81 (2022)                         | 26                 |
| Chérencé-le-Roussel           | 50131      |                  | 10,95            | 274 (2022)                        | 25                 |
| Les Cresnays                  | 50152      | Cresnayens       | 9,78             | 240 (2014)                        | 25                 |
| Cuves                         | 50158      | Cuvois           | 9,69             | 294 (2014)                        | 30                 |
| Le Grand-Celland              | 50217      | Cellandais       | 12,45            | 574 (2014)                        | 46                 |
| Juvigny-le-Tertre             | 50260      | Juvignais        | 7,50             | 605 (2022)                        | 81                 |
| Lingeard                      | 50271      | Lingeardais      | 3,65             | 81 (2014)                         | 22                 |
| Les Loges-sur-Brécey          | 50275      |                  | 5,27             | 148 (2014)                        | 28                 |
| Le Mesnil-Adelée              | 50300      | Mesnil-Adelais   | 6,82             | 168 (2014)                        | 25                 |
| Le Mesnil-Gilbert             | 50312      | Mesnilgilbertois | 7,85             | 144 (2014)                        | 18                 |
| Le Mesnil-Rainfray            | 50318      |                  | 11,47            | 210 (2022)                        | 18                 |
| Le Mesnil-Tôve                | 50323      |                  | 11,74            | 228 (2022)                        | 19                 |
| Notre-Dame-de-Livoye          | 50379      |                  | 3,54             | 134 (2014)                        | 38                 |
| Le Petit-Celland              | 50399      | Cellandais       | 6,57             | 209 (2014)                        | 32                 |
| Reffuveille                   | 50428      | Reffuveillais    | 23,34            | 497 (2014)                        | 21                 |
| Saint-Georges-de-Livoye       | 50472      | Georgiens        | 5,53             | 203 (2014)                        | 37                 |
| Saint-Jean-du-Corail-des-Bois | 50495      | Saint-Jeannais   | 3,63             | 73 (2014)                         | 20                 |
| Saint-Laurent-de-Cuves        | 50499      | Saint-Laurentais | 14,80            | 487 (2014)                        | 33                 |
| Saint-Michel-de-Montjoie      | 50525      | Montois          | 14,46            | 318 (2014)                        | 22                 |
| Saint-Nicolas-des-Bois        | 50529      |                  | 3,57             | 105 (2014)                        | 29                 |
| Tirepied                      | 50597      |                  | 18,77            | 786 (2014)                        | 42                 |
| Vernix                        | 50628      | Vernissons       | 5,84             | 165 (2014)                        | 28                 |

## Compétences

### Compétences obligatoires
1. Aménagement de l'espace
2. Actions de développement économique
3. Soutien au monde agricole

### Compétences optionnelles
1. Protection et mise en valeur de l'environnement
2. Politique du logement et cadre de vie
3. Construction, entretien et fonctionnement d’équipement culturels sportifs et d’équipements scolaires pré-élémentaires et élémentaires
4. Action sociale d'intérêt communautaire

## Administration
Le siège de la communauté de communes est situé à Brécey.

### Présidence
Le maire de Brécey et président de l'ancienne communauté de communes du canton de Brécey, Bernard Tréhet, est élu premier président de la communauté de commune en janvier 2013. Il est réélu en avril 2014, à la suite du renouvellement du conseil consécutif aux élections municipales et communautaires 2014
| Période | Période | Identité       | Étiquette | Qualité         |
| ------- | ------- | -------------- | --------- | --------------- |
| 2013    | 2016    | Bernard Tréhet | DVD       | Maire de Brécey |